# Matty Rich
Matty Rich (Brooklyn, 6 novembre 1971) è un regista e sceneggiatore statunitense.

## Biografia
Nel 1991, all'età di venti anni, Rich diresse il suo primo film: Straight Out of Brooklyn, che ebbe un notevole successo di critica e di pubblico e lo lanciò come regista emergente.
Il film vinse tre premi e Rich sembrava avviato a seguire le orme di registi afroamericani quali Spike Lee e John Singleton, ma il suo secondo film, The Inkwell, diretto nel 1994, fu un flop che allontanò Rich dalla regia cinematografica.
Nel 2005 Rich diresse la regia del videogioco 187 Ride or Die, che si rivelò anch'esso un flop.

## Filmografia
- Straight Out of Brooklyn (anche sceneggiatore) (1991)
- The Inkwell (1994)